# Вулиця Університетська (Черкаси)
Вулиця Університе́тська — вулиця в Черкасах.

## Розташування
Вулиця починається від вулиці Кавказької і простягається на південний захід, впирається у вулицю Івана Гонти.

## Опис
Вулиця неширока, до вулиці Надпільної асфальтована.

## Походження назви
Вулиця утворена 1884 року і називалась спочатку Крайньою. В 1893 році перейменована на Лісну, в 1923 році — на Воровського, під час німецької окупації називалась імені Сковороди. Після війни їй повернута назва на честь Воровського, а в 1996 році вулиця отримала сучасну назву на честь 75-річчя Черкаського національного університету.

## Будівлі
По вулиці розташовані будівлі ЧНУ, БТІ, ЗОШ № 19.

## Галерея

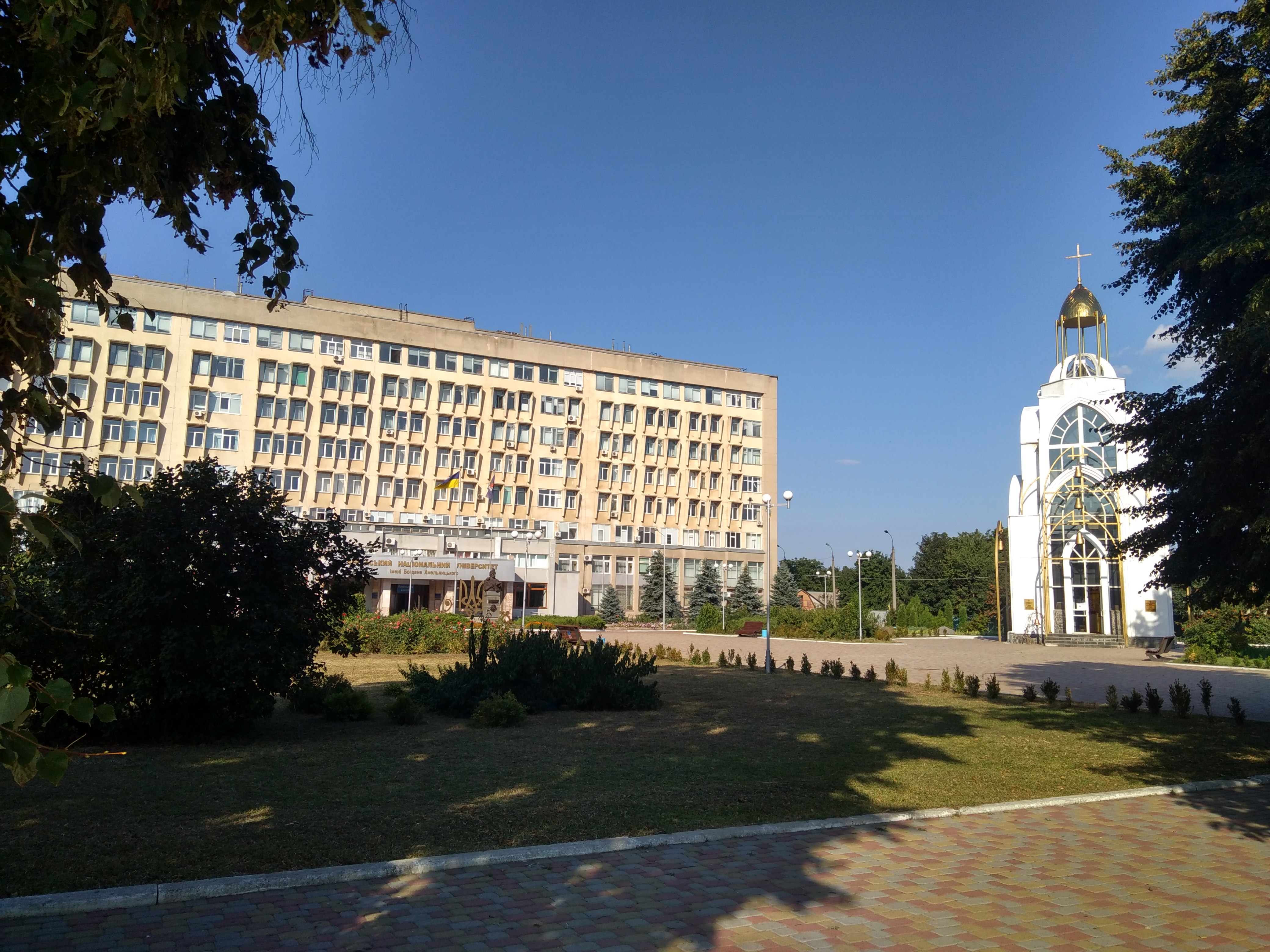
Навчальний корпус №1 ЧНУ
ЗОШ №19